# Зачем снятся сны?
Заче́м сня́тся сны? — двадцать третий, последний прижизненный альбом Егора Летова и группы «Гражданская оборона», записанный в 2006-07 гг. и изданный лейблом Выргород при участии лейбла 2+2=5. «Метафизический» релиз альбома состоялся в День Победы — 9 мая 2007 года. Альбом посвящён памяти Артура Ли и Сида Барретта — родоначальников психоделического рока. Во внутреннем буклете присутствует название другого проекта Егора Летова «Егор и Опизденевшие». Переиздан на LP в 2012 году.

## История создания

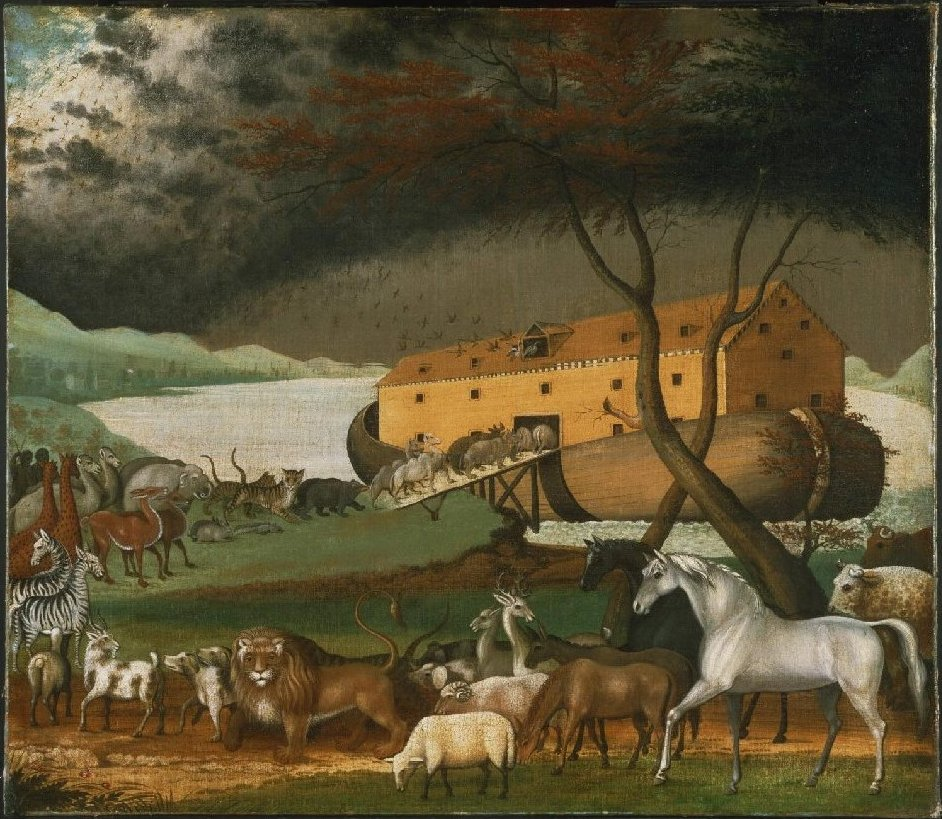
В оформлении Летов использовал наивную живопись

Толчком к созданию альбома стал приём ЛСД после долгого перерыва и последующий бэд-трип. По словам Летова, такого с ним прежде не случалось. Он описывает состояние, в котором он устал от собственных устоявшихся мнений: «Это даже не депрессия была, а ощущение чего-то совсем безнадежного, когда задыхаешься просто от своих мнений, от своих полностью устоявшихся точек зрения. И когда всё это было сломано — оно точно пробило какую-то пробку, будто меня изнутри протаранило, возник страшный фонтан. Я только и успевал записывать…».
Переосмысливая полученные переживания, Летов гулял по лесам и прочим безлюдным местам, записывая на диктофон новые песни. В результате появился цикл песен, по смыслу близкий скорее к его проекту 1990 годов «Егор и Опизденевшие», чем к «Гражданской обороне». Демоверсия этого альбома, где Летов играл на ударных, по его словам, отличалась более прозрачным звуком, а окончательная версия получила более жесткое и тяжелое звучание. Летов прокомментировал это так:

...это альбом Егора и Опизденевших, но в процессе записи выяснилось, что материал Опизденевших сыгран и записан именно ГО, причём самым классическим образом. Со всеми характерными составляющими, от свободной импровизации до жёсткого, демонстративного минимализма. Причём задуман он был чисто и прозрачно звучащим от начала и до конца, а получился в целом довольно плотным и тяжёлым. — Егор Летов.
Альбом был записан в довольно короткие сроки, что роднит его с ранним творчеством группы. Альбом выделяется на фоне других позитивной направленностью и светлым настроением, а также отсылками к прошлому творчеству, включая как название (так называлась композиция с изданного ограниченным тиражом альбома «Егора и Опизденевших» «Психоделия Tomorrow»), так и кавер на песню Олега Лищенко «Я чувствую себя не в своих штанах» и новую версию песни «Снаружи всех измерений» с первого альбома «Поганая молодёжь». Летов называл альбом одним из самых лучших своих произведений, отмечая, что впервые сделал вещь для себя, ни на кого не нападая в песнях. В интервью после выхода он говорил, что альбом забрал весь материал, и, возможно, новых альбомов выпускать он больше не будет.

Все мои последние путешествия <...> стали трансперсональными. Это то, про что словами говорить невозможно, а стало быть, невозможно ни поделиться, ни передать. Во всяком случае, я пока не знаю, как это сделать.<...>Этот опыт — он уже с точки зрения творчества неприменим, к сожалению. Я даже не знаю, что я буду делать дальше, поскольку я об этом говорить словами не могу.— Егор Летов. Интервью журналу «Rolling Stone Russia».

## Отзывы об альбоме
Сам Летов охарактеризовал альбом так: 

Альбом расхваливать не буду, хотя и очень хочется<...> Если в «ДСЖ» и «Реанимации» задуманное было воплощено на 200 процентов, то здесь на все 500. На данный момент — это максимальная реализация того, что я хотел сказать и сделать.— Егор Летов.
Критики восприняли альбом в основном положительно.
- Максим Семеляк в журнале «Афиша» положительно оценил альбом, назвав «демонстрацией спасательного оборудования» и самым внятным и сознательным альбомом группы[3].
- Портал «Km.ru» назвал его «столетним сияющим звездопадом»[4], «непостижимым сплавом „Ста лет одиночества“ со „Звездопадом“» (на альбоме «Звездопад» Летов пел свои любимые советские песни).
- Портал «InterMedia» отметил наличие на альбоме самоповторов («Танец для мёртвых») и неестественный цифровой гитарный звук[5].
- Журнал «Rolling Stone» сравнил интонации Летова с «травоядными», назвав тексты «сеансом самоцитирования», однако выделив среди прочих «Значит, ураган», «Калейдоскоп», «Сияние»[6].
- Православно-политическое интернет-издание Pravaya.ru в своей рецензии на альбом критически отнеслось к наркотической тематике альбома и отсутствию темы любви, хоть и называя его «сияющим»[7].
- Обозреватель деловой газеты «Взгляд» отметил «краткую мощную психоделию» альбома, назвав его «не тьмой, не светом, а солнечным затмением», сравнив Летова с Борисом Гребенщиковым[8].

## Список композиций
Слова и музыка всех песен — Егор Летов, кроме №13 (автор — Олег Лищенко).
| №   | Название                            | Длительность |
| --- | ----------------------------------- | ------------ |
| 1.  | «Слава психонавтам»                 | 3:48         |
| 2.  | «Кто-то другой»                     | 2:53         |
| 3.  | «Фейерверк»                         | 3:44         |
| 4.  | «Значит, ураган»                    | 3:52         |
| 5.  | «Сияние»                            | 2:31         |
| 6.  | «Танец для мёртвых»                 | 4:09         |
| 7.  | «Куда мы есть»                      | 3:09         |
| 8.  | «Упадок»                            | 0:47         |
| 9.  | «Где»                               | 3:53         |
| 10. | «Потрясающий вид из окна»           | 3:01         |
| 11. | «Калейдоскоп»                       | 4:40         |
| 12. | «К тебе»                            | 3:04         |
| 13. | «Я чувствую себя не в своих штанах» | 1:45         |
| 14. | «Всё это с тобой»                   | 4:55         |
| 15. | «Резвые»                            | 2:17         |
| 16. | «Снаружи всех измерений»            | 4:53         |
| 17. | «Кролики»                           | 2:28         |
| 18. | «Ночью»                             | 7:29         |
| 19. | «Осень»                             | 4:31         |

## О композициях
- Слава психонавтам — открывает альбом композиция «Слава психонавтам», в которой Летов воспевает психонавтов и людей, исследующих глубины своего сознания. В их ряды Летов зачислял Альберта Хофманна, Тимоти Лири, Теренса МакКену, Александра и Энн Шульгиных и прочих людей, «расширяющих границы внутреннего космоса».[9] С исполнением песни связан скандал с выступлением «Гражданской обороны» на фестивале «Мир без наркотиков», где группа выступила с программой, не совсем совпадающей с идеей фестиваля[10]. По словам Летова, это было сознательным поступком, тем более, что психоделики он к наркотикам не относил[11]; (01.08.2005)
- Кто-то другой; (04.08.2005)
- Фейерверк — на этой композиции Летов декламирует стихотворение под инструментальный трек;
- Значит, ураган — в черновиках Летова изначально называется «В огне брода нет»[12]; (14.08.2005)
- Сияние — песня была сочинена в декабре 2005 года. Куплетная часть была задумана Летовым в стиле колыбельной. По мнению некоторых критиков, песня является центральной в альбоме[1][5]; (16.12.2005)
- Танец для мёртвых; (10.08.2005-20.06.2006)
- Куда мы есть — на черновике этой песни впервые появляется посвящение альбома «астронавтам внутренних пространств всех времен и народов»[12]; (29.08.2005)
- Упадок — под шумовой аккомпанемент Летов декламирует короткое стихотворение; (02.06.2005)
- Где — инструментальная композиция, Летов подпевает мелодии на заднем плане;
- Потрясающий вид из окна — это единственная песня, попавшая в ротацию «Нашего радио», прозвучав в передаче «Чартова дюжина» 28 апреля 2007 года[13]; (24.04.2006)
- Калейдоскоп — в конце песни Егору Летову подпевает Наталья Чумакова; (01.04.2006)
- К тебе — на вопрос посетителя официального сайта группы, имеет ли отношение композиция к Иисусу Христу и обложке альбома (где изображен Ноев ковчег), Летов иронично ответил: «По Вашему разумению, получается, это Христос всех вывез на ковчеге?»[11]; (19.08.2005)
- Я чувствую себя не в своих штанах — кавер-версия песни группы Пик Клаксон с альбома «Лишние звуки»;
- Всё это с тобой — в черновиках Летова песня фигурирует сначала как «Духи уносятся прочь» и не включает длинное перечисление («… и радуга на кубическом сантиметре снега»)[14], затем фигурирует в более полной версии с названием «(Пыточное) колесо завертелось вспять»[12]; (26.03-13.06.2006)
- Резвые — на этой композиции Наталья Чумакова декламирует стихотворение Летова под краутроковый аккомпанемент; (17.08.2005)
- Снаружи всех измерений — новая версия песни с первого официального альбома «Гражданской обороны» «Поганая молодёжь». Включение её в этот альбом Летов прокомментировал так: «…эта песня просто создана для „Снов“. А то, что она изначально возникла не в своё время, — случаются такие казусы»[9];
- Кролики — песня была сочинена и записана в последний момент, уже после записи и сведения основных композиций; (07.01.2007)
- Ночью — рабочее название композиции, сохранившееся в черновиках, — «Прыг-Скок 2» («Прыг-Скок» — композиция с альбома «Прыг-скок: детские песенки», одна из знаковых песен Летова начала 90-х, десятиминутная композиция, которую он неоднократно называл вершиной творчества). Текст был написан Летовым после ночного кислотного трипа в течение нескольких дней. В середину песни были вставлены фрагменты поэзии Летова 1992—1994 годов. Песня была укорочена по сравнению с черновым вариантом[11][12]; (12.08.2005)
- Осень. (06.09.2005)

## Участники записи
- Егор Летов — голоса, гитары;
- Александр Чеснаков — гитары, бас, орган;
- Наталья Чумакова — голоса, бас, орган;
- Павел Перетолчин — ударные.

## Информация с буклета
Светлой памяти Артура Ли и Сида Барретта посвящается.

Записано с 28 июля 2006 по 18 сентября 2006 в ГрОб-студии, кроме «Кроликов», записанных 23 января 2007 там же. 

Сведено с 24 по 31 января 2007, а также с 3 по 10 февраля 2007 в ГрОб-студии Егором Летовым, Натальей Чумаковой и Александром Чеснаковым. 

Мастеринг для LP: Наталья Чумакова, февраль 2012. 

Оформление: Егор Летов, Наталья Чумакова, Андрей Батура. 

На лицевой стороне обложки — картина Эдварда Хикса «Ноев Ковчег» (1846). Также в оформлении использованы работы Даниэля Феррары и Фела. 

Директор: Сергей Попков